# کمبریج سیتی (ایندیانا)
کمبریج سیتی (به انگلیسی: Cambridge City) یک منطقهٔ مسکونی در ایالات متحده آمریکا است که در شهرستان وین، ایندیانا واقع شده‌است. کمبریج سیتی ۲٫۶۳ کیلومتر مربع مساحت و ۱٬۷۵۱ نفر جمعیت دارد و ۲۸۵ متر بالاتر از سطح دریا واقع شده‌است.